# Nicole Rajičová
Nicole Rajičová (New York, 13 augustus 1995) is een in de Verenigde Staten geboren Slowaaks kunstschaatsster. Rajičová nam voor Slowakije deel aan twee edities van de Olympische Winterspelen: Sotsji 2014 en Pyeongchang 2018.

## Biografie
De in de Verenigde Staten geboren Rajičová werd op jonge leeftijd ontdekt door de Tsjecho-Slowaakse kunstschaatskampioene Milada Kubíková. Ze volgde vanaf haar vijfde kunstschaatslessen. In het begin van haar carrière nam ze onder de naam Nicole Rajic deel aan regionale en landelijke kampioenschappen voor junioren. Om een grotere kans te hebben ook aan internationale wedstrijden mee te doen, besloot ze later voor Slowakije - het vaderland van haar naar de V.S. geëmigreerde ouders - uit te komen.
Al snel deed ze mee aan grote toernooien. Rajičová heeft deelgenomen aan zes EK's en zes WK's, waarbij haar beste resultaat respectievelijk de zesde en de dertiende plek is. Ze kwam twee keer uit op de Olympische Spelen: in 2014 werd ze 24e, in 2018 14e.

## Persoonlijke records
Behaald tijdens ISU wedstrijden. 
|                     | punten | datum      | toernooi |
| ------------------- | ------ | ---------- | -------- |
| Hoogste totaalscore | 169.03 | 25-01-2019 | EK       |
| Hoogste korte kür   | 064.08 | 23-01-2019 | EK       |
| Hoogste lange kür   | 104.95 | 25-01-2019 | EK       |

## Belangrijke resultaten
| Kampioenschap           | 10/11   | 11/12  | 12/13 | 13/14 | 14/15 | 15/16         | 16/17         | 17/18         | 18/19         |
| ----------------------- | ------- | ------ | ----- | ----- | ----- | ------------- | ------------- | ------------- | ------------- |
| Olympische Spelen       |         |        |       | 24e   |       |               |               | 14e           |               |
| Wereldkampioenschap     |         |        |       | 25e   | 15e   | 13e           | 17e           | 27e           | 32e           |
| Europees kampioenschap  |         |        |       | 17e   | 11e   | 12e           | 6e            | 6e            | 9e            |
| Nationaal kampioenschap |         | Zilver | Goud  | 4e    | Goud  | Goud          | Goud          |               | Goud          |
| WK junioren             |         |        | 30e   |       | 11e   | geen deelname | geen deelname | geen deelname | geen deelname |
| NK junioren             | 12e (*) |        |       |       |       | geen deelname | geen deelname | geen deelname | geen deelname |

(*) = bij de Amerikaanse juniorenkampioenschappen